# Brian Montenegro
Brian Guillermo Montenegro Benítez (Asunción, Paraguay; 10 de junio de 1993) es un futbolista paraguayo. Juega como delantero y su equipo actual es Aucas de la Serie A de Ecuador.

## Trayectoria

### De la Formativas al extranjero
Supo destacar desde temprana edad en las filas del club Tacuary, donde hizo las formativas entre 2004 y 2010 teniendo su debut en la Primera División de Paraguay con apariciones esporádicas en 2009. Había firmado contrato de formación, terminando su vínculo cuando este cumplió la mayoría de edad en 2011, donde recogió en ese periodo 51 apariciones y 7 goles. Debido a sus destacadas actuaciones varios equipos europeos demostraron interés en ficharlo a lo que rápidamente fue transferido al exterior. Después de audicionar para Fiorentina, en 2011 se trasladó primero al Club Deportivo Maldonado y luego inmediatamente se trasladó a préstamo aInglaterra más precisamente al West Ham United que en ese entonces militaba en la segunda categoría, donde jugó solo 12 minutos en el lapso de una temporada. El 19 de mayo del 2012, Montenegro logró el ascenso con su equipo a la Premier League de Inglaterra, luego de ganar la liguilla del tercer ascenso ante Blackpool en el histórico Estadio Wembley. Y pese a que no jugó el partido decisivo de aquella liguilla, participó en la campaña del equipo que logró el ansiado ascenso.

### Vuelta a Tacuary y breve paso por Rubio Ñu
Sin muchas oportunidades de jugar en Inglaterra, Brian hace efectivo su regreso al club que lo vio hacer sus primeras armas como futbolista, el club Tacuary. En su segunda etapa en el equipo logra marcar 2 goles en 17 partidos antes de recalar en Rubio Ñu para el primer semestre del año 2013. Una vez acoplado al conjunto albiverde, Brian sería autor de 3 tantos en 14 partidos para luego volver a tener la oportunidad de jugar en un equipo de mayor calibre como Libertad.

### Libertad
A mitad del 2013 se convierte en nuevo refuerzo de Libertad adaptándose al club rápidamente a fuerza de goles y buenos rendimientos, llegando así a las semifinales de la Copa Sudamericana del mismo año, donde registraría 3 goles en 10 partidos jugados, la mayoría arrancando como titular.  En el 2014 obtiene el Torneo Apertura con el conjunto gumarelo y más tarde, el 16 de julio, pasa a los registros del Club Nacional en calidad de préstamo para disputar el Torneo Clausura y la Copa Libertadores de América. De este modo, el delantero abandona las filas de Libertad luego de anotar 12 goles en 46 partidos, su mejor marca goleadora hasta ese momento.

### Nacional y segunda experiencia por Inglaterra
El 17 de julio de 2014 se anuncia a Montenegro como nuevo refuerzo de Nacional. Posteriormente debuta como jugador del Tricolor el 22 de julio en la semifinal correspondiente al partido de ida disputado en el estadio Defensores del Chaco, donde logra marcar el primer gol del encuentro ante el Defensor Sporting de Uruguay en el minuto 35 de la primera etapa siendo elegido finalmente como la figura del partido.
El 1 de septiembre de 2014 se oficializa su traspaso al Leeds United de la League Championship de Inglaterra, cedido por Libertad. Sin embargo, su pasantía por Inglaterra una vez más sería infructífera, pues con el Leeds disputa un total de 6 partidos y no fue capaz de anotar un solo gol.

### Regreso a Paraguay en Nacional
En 2015, Brian retornó al fútbol paraguayo para unirse nuevamente a Nacional, y pese a que el conjunto albo terminaría penúltimo en la tabla general y por consiguiente registrara su peor campaña desde su regreso a Primera División en el año 2003, Brian logra marcar 8 goles en 21 partidos jugados; 7 por el torneo local y 1 por la Copa Sudamericana, firmando su segunda mejor marca personal desde la temporada 2013-2014.

### Lanús
El 7 de julio de 2016 arregló su vinculación Lanús por 1 año. El 14 de agosto debuta con los colores del granate dando el único gol del título por la Copa del Bicentenario. Pese a ello, no encontró lugar en el equipo durante el resto del semestre, lo que provocó su salida y deseo de retornar al fútbol de su país.

### Olimpia y Vuelta a Argentina
El 20 de diciembre llega a Paraguay aduciendo problemas personales, debiendo retornar en principios de enero del 2017 para los inicios de la pretemporada. Montenegro se niega a retornar a Lanús, en cambio decidió unirse a los entrenamientos de pretemporada del Club Olimpia, generando una polémica que involucró al jugador, su representante y los Presidentes de Lanús y Olimpia. Luego de una larga gestión consigue liberarse y acuerda con Olimpia.
El 3 de febrero del 2017 firma por 5 temporadas y Olimpia adquiere 50% del pase Tuvo una buena temporada donde anotó del equipo con 10 goles en 32 partidos disputados. En la temporada sus números se redujeron a la mitad debido a la excesiva cantidad de delanteros que llegaron a Olimpia, pero se consagró campeón del Torneo Apertura 2018.
En busca de oportunidades, llega a préstamo a Talleres de Córdoba, para disputar la temporada 2018/19, donde tuvo el infortunio de jugar solo 4 partidos, ya que en un compromiso por la Copa Argentina 2017-18 se lesiona y queda fuera de las canchas por el resto de temporada.

### Segunda Etapa en Olimpia
El 10 de enero de 2019 se confirma su vuelta al Decano para disputar la Copa Libertadores 2019 y la temporada 2019 de la liga paraguaya. Tras conseguir los  Torneos Apertura y  Clausura con el Decano en la temporada 2019 y una temporada irregular en 2020 fue cedido a préstamo para el segundo semestre del 2020.

### Experiencia en Ecuador y Brasil
Tras no tener muchas oportunidades en Clube Atlético Mineiro de la Primera División de Brasil, el 6 de noviembre del 2020 se confirmó que es cedido a préstamo nuevamente para la temporada 2021 donde más adelante se confirma que su destino es el Independiente Del Valle de la Liga Ecuatoriana donde disputa 27 partidos y convierte 10 goles y  posteriormente retorna a Brasil para el segundo semestre del 2021 y primero del 2022 donde logra 4 goles en 34 partidos en Atlético Clube Goianiense de la Primera División de Brasil y Torneo Estatal de Goias donde se consagró campeón de este último.

### Tercera Etapa en Olimpia
Tras varios rumores que lo vinculaban a entidad franjeada y ante la negativa del Club Olimpia de renovar el préstamo con Goianense se el 8 de junio del 2022 se confirma la vuelta al club de sus amores.

## Selección nacional
Ha sido internacional con la selección sub-20 de Paraguay y participó en el Campeonato Sudamericano en enero de 2011. También jugó en la Copa Mundial Sub-20 de la FIFA 2013 en Turquía, donde anotó con un "puntapié acrobático" contra Grecia en la fase de grupos.

#### Participaciones en Juveniles
| Competición                            | Sede      | Resultado    | Part. | Goles |
| -------------------------------------- | --------- | ------------ | ----- | ----- |
| Campeonato Sudamericano Sub-20 de 2011 | Perú      | Primera fase | 3     | 1     |
| Campeonato Sudamericano Sub-20 de 2013 | Argentina | Subcampeón   | 8     | 0     |
| Copa Mundial de Fútbol Sub-20 de 2013  | Turquía   | Primera fase | 3     | 1     |

## Clubes
| Club                               | País       | Año       |
| ---------------------------------- | ---------- | --------- |
| Tacuary                            | Paraguay   | 2009-2011 |
| Maldonado                          | Uruguay    | 2011      |
| West Ham United (Préstamo)         | Inglaterra | 2011-2012 |
| Tacuary (Préstamo)                 | Paraguay   | 2012      |
| Rubio Ñu (Préstamo)                | Paraguay   | 2013      |
| Libertad                           | Paraguay   | 2013-2014 |
| Nacional (Préstamo)                | Paraguay   | 2014      |
| Leeds United (Préstamo)            | Inglaterra | 2014-2015 |
| Nacional (Préstamo)                | Paraguay   | 2015-2016 |
| Lanús (Préstamo)                   | Argentina  | 2016      |
| Olimpia                            | Paraguay   | 2017-2018 |
| Talleres (Préstamo)                | Argentina  | 2018      |
| Olimpia                            | Paraguay   | 2019-2024 |
| Atlético Mineiro (Préstamo)        | Brasil     | 2020      |
| Independiente del Valle (Préstamo) | Ecuador    | 2021      |
| Atlético Goianiense (Préstamo)     | Brasil     | 2021-2022 |
| S. D. Aucas                        | Ecuador    | 2025-act. |

## Estadísticas

### Clubes
- Actualizado el 16 de agosto de 2025.

| Club                              | Temporada           | Liga  | Liga  | Copa Nacional | Copa Nacional | Copa Internacional | Copa Internacional | Total | Total |
| Club                              | Temporada           | Part. | Goles | Part.         | Goles         | Part.              | Goles              | Part. | Goles |
| --------------------------------- | ------------------- | ----- | ----- | ------------- | ------------- | ------------------ | ------------------ | ----- | ----- |
| Tacuary Paraguay                  | 2010-2011           | 51    | 7     | -             | -             | 0                  | 0                  | 51    | 7     |
| Tacuary Paraguay                  | Total               | 51    | 7     | -             | -             | 0                  | 0                  | 51    | 7     |
| West Ham United Inglaterra        | 2011–2012           | 0     | 0     | 1             | 0             | 0                  | 0                  | 1     | 0     |
| West Ham United Inglaterra        | Total               | 0     | 0     | 1             | 0             | 0                  | 0                  | 1     | 0     |
| Tacuary Paraguay                  | 2012                | 17    | 2     | -             | -             | 0                  | 0                  | 17    | 2     |
| Tacuary Paraguay                  | Total               | 17    | 2     | -             | -             | 0                  | 0                  | 17    | 2     |
| Rubio Ñu Paraguay                 | 2013                | 14    | 3     | -             | -             | 0                  | 0                  | 14    | 3     |
| Rubio Ñu Paraguay                 | Total               | 14    | 3     | -             | -             | 0                  | 0                  | 14    | 3     |
| Libertad Paraguay                 | 2013-2014           | 36    | 9     | -             | -             | 10                 | 3                  | 46    | 12    |
| Libertad Paraguay                 | Total               | 36    | 9     | -             | -             | 10                 | 3                  | 46    | 12    |
| Nacional Paraguay                 | 2014                | 2     | 1     | -             | -             | 3                  | 1                  | 5     | 2     |
| Nacional Paraguay                 | Total               | 2     | 1     | -             | -             | 3                  | 1                  | 5     | 2     |
| Leeds United Inglaterra           | 2015                | 5     | 0     | 1             | 0             | 0                  | 0                  | 6     | 0     |
| Leeds United Inglaterra           | Total               | 5     | 0     | 1             | 0             | 0                  | 0                  | 6     | 0     |
| Nacional Paraguay                 |                     |       |       |               |               |                    |                    |       |       |
| 2015                              | 17                  | 7     | -     | -             | 4             | 1                  | 21                 | 8     |       |
| 2016                              | 22                  | 18    | -     | -             | 0             | 0                  | 22                 | 18    |       |
| Total                             | 39                  | 25    | -     | -             | 4             | 1                  | 43                 | 26    |       |
| Lanús Argentina                   | 2016                | 12    | 0     | 1             | 1             | 0                  | 0                  | 13    | 1     |
| Lanús Argentina                   | Total               | 12    | 0     | 1             | 1             | 0                  | 0                  | 13    | 1     |
| Olimpia Paraguay                  |                     |       |       |               |               |                    |                    |       |       |
| 2017                              | 32                  | 10    | -     | -             | 3             | 2                  | 35                 | 12    |       |
| 2018                              | 13                  | 5     | -     | -             | 2             | 0                  | 15                 | 5     |       |
| 2019                              | 29                  | 10    | 2     | 1             | 5             | 0                  | 36                 | 11    |       |
| 2020                              | 12                  | 3     | 0     | 0             | 3             | 1                  | 15                 | 4     |       |
| 2022                              | 20                  | 6     | 2     | 3             | 0             | 0                  | 22                 | 9     |       |
| Total                             | 106                 | 34    | 4     | 4             | 13            | 3                  | 123                | 41    |       |
| Talleres (C) Argentina            | 2018                | 4     | 0     | 1             | 0             | 0                  | 0                  | 5     | 0     |
| Talleres (C) Argentina            | Total               | 4     | 0     | 1             | 0             | 0                  | 0                  | 5     | 0     |
| Atlético Mineiro · Brasil         | 2020                | 0     | 0     | 0             | 0             | 0                  | 0                  | 0     | 0     |
| Atlético Mineiro · Brasil         | Total               | 0     | 0     | 0             | 0             | 0                  | 0                  | 0     | 0     |
| Independiente del Valle · Ecuador | 2021                | 15    | 7     | 0             | 0             | 11                 | 3                  | 26    | 10    |
| Independiente del Valle · Ecuador | Total               | 15    | 7     | 0             | 0             | 11                 | 3                  | 26    | 10    |
| Atlético Goianiense · Brasil      | 2022                | 20    | 1     | 17            | 3             | 3                  | 0                  | 40    | 4     |
| Atlético Goianiense · Brasil      | Total               | 20    | 1     | 17            | 3             | 3                  | 0                  | 40    | 4     |
| S. D. Aucas · Ecuador             | 2025                | 19    | 7     | 1             | 0             | 1                  | 0                  | 21    | 7     |
| S. D. Aucas · Ecuador             | Total               | 19    | 7     | 1             | 0             | 1                  | 0                  | 21    | 7     |
| Total en su carrera               | Total en su carrera | 340   | 96    | 28            | 8             | 45                 | 11                 | 363   | 115   |

#### Goles en la Copa Libertadores
| Resultados              | Resultados | Resultados | Resultados              | Lugar    | Estadio                      | Fecha                 | Temporada | Gol(es) |
| ----------------------- | ---------- | ---------- | ----------------------- | -------- | ---------------------------- | --------------------- | --------- | ------- |
| Nacional                | 2          | 0          | Defensor Sporting       | Asunción | Estadio Defensores del Chaco | 22 de julio de 2014   | 2014      | 1 gol   |
| Olimpia                 | 3          | 1          | Independiente del Valle | Asunción | Estadio Defensores del Chaco | 9 de febrero de 2017  | 2017      | 1 gol   |
| Olimpia                 | 1          | 0          | Botafogo                | Asunción | Estadio Defensores del Chaco | 22 de febrero de 2017 | 2017      | 1 gol   |
| Olimpia                 | 2          | 1          | Defensa y Justicia      | Asunción | Estadio Manuel Ferreira      | 11 de marzo de 2020   | 2020      | 1 gol   |
| Independiente del Valle | 6          | 2          | Unión Española          | Quito    | Estadio Rodrigo Paz Delgado  | 16 de marzo de 2021   | 2021      | 3 goles |

Para un total de 7 goles.

#### Goles en la Copa Sudamericana
| Resultados | Resultados | Resultados | Resultados                | Lugar        | Estadio                     | Fecha                | Temporada | Gol(es) |
| ---------- | ---------- | ---------- | ------------------------- | ------------ | --------------------------- | -------------------- | --------- | ------- |
| Libertad   | 2          | 1          | Montevideo Wanderers      | Montevideo   | Estadio Gran Parque Central | 1 de agosto de 2013  | 2013      | 1 gol   |
| Libertad   | 2          | 0          | Mineros                   | Asunción     | Estadio Dr. Nicolás Leoz    | 21 de agosto de 2013 | 2013      | 1 gol   |
| Libertad   | 2          | 1          | Mineros                   | Puerto Ordaz | Estadio Cachamay            | 28 de agosto de 2013 | 2013      | 1 gol   |
| Nacional   | 3          | 1          | Universidad de Concepción | Temuco       | Estadio Germán Becker       | 20 de agosto de 2015 | 2015      | 1 gol   |

Para un total de 4 goles.

### Selecciones
Actualizado el 5 de febrero de 2019.
| Selección       | Temporada     | Continental(1) | Continental(1) | Mundial(2) | Mundial(2) | Amistosos | Amistosos | Total | Total |
| Selección       | Temporada     | Part.          | Goles          | Part.      | Goles      | Part.     | Goles     | Part. | Goles |
| --------------- | ------------- | -------------- | -------------- | ---------- | ---------- | --------- | --------- | ----- | ----- |
| Sub-20 Paraguay | 2011          | 3              | 1              | 0          | 0          | 0         | 0         | 3     | 1     |
| Sub-20 Paraguay | 2013          | 8              | 0              | 0          | 0          | 0         | 0         | 8     | 0     |
| Sub-20 Paraguay | 2013          | 0              | 0              | 3          | 1          | 0         | 0         | 3     | 1     |
| Sub-20 Paraguay | Total sel.    | 11             | 1              | 3          | 1          | 0         | 0         | 14    | 2     |
| Total carrera   | Total carrera | 11             | 1              | 3          | 1          | 0         | 0         | 14    | 2     |

## Palmarés

### Campeonatos nacionales
| Título                | Club                | País      | Año  |
| --------------------- | ------------------- | --------- | ---- |
| Torneo Apertura       | Libertad            | Paraguay  | 2014 |
| Copa del Bicentenario | Lanús               | Argentina | 2016 |
| Torneo Apertura       | Olimpia             | Paraguay  | 2018 |
| Torneo Apertura       | Olimpia             | Paraguay  | 2019 |
| Torneo Clausura       | Olimpia             | Paraguay  | 2019 |
| Campeonato Goiano     | Atlético Goianiense | Brasil    | 2022 |
| Torneo Clausura       | Olimpia             | Paraguay  | 2022 |

## Estilo de juego
Brian Montenegro es un atacante que puede desenvolverse en cualquier lugar de la ofensiva, es capaz de rendir tanto de extremo como de segundo delantero y centrodelantero, la posición que actualmente ocupa.
Es un ariete veloz, con buen manejo del balón y hábil a la hora de encontrar espacios para desmarcarse y generar peligro.